# Elymnias erinyes
Elymnias erinyes är en fjärilsart som beskrevs av De Nicéville 1895. Elymnias erinyes ingår i släktet Elymnias och familjen praktfjärilar. Inga underarter finns listade i Catalogue of Life.